# 黃忠義
黃忠義（Huang Chung-Yi，1967年10月12日—），台灣前職棒二壘手，花蓮縣光復鄉太巴塱部落的阿美族人，現為FOX體育台球評。他的綽號有阿東、東哥、二壘魔術師、台灣安打王等。投打習慣為右投右打。背號17也被興農牛永久欠番。
表哥為前兄弟象總教練王光輝、前時報鷹球員王光熙；兒子黃紹熙曾經效力於統一7-ELEVEn獅；表姪王威晨目前效力於中信兄弟。

## 當選國手紀錄
- 1986年荷蘭港口盃
- 1989年南韓亞洲棒球錦標賽
- 1990年北京亞洲運動會
- 1991年義大利洲際杯棒球錦標賽
- 1991年北京亞洲棒球錦標賽
- 1992年巴塞隆納奧運
- 1998年曼谷亞洲運動會
- 1999年亞洲盃棒球錦標賽
- 2001年台灣世界盃棒球賽
- 2002年釜山亞洲運動會
- 2003年札幌亞洲棒球錦標賽
- 2004年雅典奧運

## 職棒表現
黃忠義的職棒生涯，不論攻守兩端都相當亮眼。鎮守二壘防區表現穩健，有「二壘魔術師」的封號，生涯有3座金手套獎；打擊方面的輸出也很穩定，與同為原住民的張泰山、鄭兆行共同組成「狂牛三番刀」，拿過9次最佳十人獎。職棒生涯累積1582安，曾為中華職棒生涯安打紀錄保持人，目前已被張泰山、彭政閔超越。

### 俊國熊
初在職棒亮相為1993年，俊國熊為職棒生涯第一支效力的球隊，第一年即拿下二壘手金手套獎。在打席數、打數、得分、安打、壘打數、三壘打、四死球，皆為俊國熊三年隊史最高紀錄。

### 興農牛
1996年初，俊國將球隊轉賣給興農集團，黃忠義因而改披興農牛戰袍，為職棒第二支效力的球隊。
2004年中華職棒冠軍戰第六戰以美技接殺化解對手統一獅的攻勢，更是興農牛隊最後封王的轉捩點；2005年雖然狂牛衛冕成功，黃忠義該季表現相較過去成績退步，加上球團要求轉任教練策略下，遭到球團大幅減薪。
2006年個人成績重上高峰，半季成績打擊率高於三成，成為中職第2位「千安百轟百盜」的選手。
2006年10月29日升任總教練兼球員。2007年5月15日上場代打，打出中華職棒史上第一支「總教練代打滿貫全壘打」。
2007年9月1日因戰績不佳遭解除總教練職務。2009年球季結束宣布從球員身份退休，轉任隊上守備教練，2009年8月29日於台中棒球場球團為其辦理引退賽正式退休，球員時期背號17號也將正式從興農牛隊退休。

## 特殊紀錄
- 於1992年、2004年相隔12年兩度入選征戰奧運的中華成棒隊的選手。
- 中華職棒首位盜本壘成功的本土選手（2001年3月15日 對兄弟）。
- 中華職棒第二位「千安百轟百盜」球員（2006年8月15日象牛戰，揮出生涯第100支全壘打，也是首支再見全壘打）
- 中華職棒第一位「總教練代打滿壘全壘打」（2007年5月15日 對La New熊）。而這場比賽也出現「雙代打滿貫全壘打」（林聖凱、黃忠義），這是世界第二次的紀錄[2]。

## 職棒生涯成績
（黑體字為該年聯盟最高紀錄） (紅體字為聯盟史上最高紀錄)
| 年度     | 球隊   | 出賽 | 打數 | 安打 | 全壘打 | 打點 | 盜壘 | 四死球 | 三振 | 壘打數 | 雙殺打 | 打擊率 |
| -------- | ------ | ---- | ---- | ---- | ------ | ---- | ---- | ------ | ---- | ------ | ------ | ------ |
| 1993年   | 俊國熊 | 90   | 349  | 105  | 11     | 42   | 16   | 48     | 43   | 156    | 7      | 0.301  |
| 1994年   | 俊國熊 | 86   | 337  | 91   | 2      | 28   | 8    | 45     | 50   | 130    | 4      | 0.270  |
| 1995年   | 俊國熊 | 100  | 369  | 92   | 6      | 31   | 13   | 55     | 56   | 131    | 7      | 0.249  |
| 1996年   | 興農牛 | 93   | 355  | 118  | 9      | 45   | 11   | 54     | 47   | 166    | 8      | 0.332  |
| 1997年   | 興農牛 | 94   | 374  | 98   | 4      | 34   | 8    | 52     | 54   | 124    | 7      | 0.262  |
| 1998年   | 興農牛 | 105  | 430  | 135  | 10     | 46   | 14   | 50     | 38   | 196    | 9      | 0.314  |
| 1999年   | 興農牛 | 90   | 329  | 93   | 3      | 39   | 20   | 44     | 35   | 135    | 6      | 0.283  |
| 2000年   | 興農牛 | 88   | 325  | 115  | 10     | 51   | 23   | 46     | 30   | 167    | 8      | 0.354  |
| 2001年   | 興農牛 | 88   | 334  | 97   | 4      | 35   | 17   | 50     | 29   | 129    | 8      | 0.290  |
| 2002年   | 興農牛 | 88   | 328  | 107  | 15     | 68   | 10   | 40     | 30   | 174    | 10     | 0.326  |
| 2003年   | 興農牛 | 96   | 370  | 111  | 6      | 46   | 9    | 42     | 38   | 152    | 6      | 0.301  |
| 2004年   | 興農牛 | 97   | 356  | 111  | 11     | 57   | 4    | 52     | 42   | 162    | 8      | 0.312  |
| 2005年   | 興農牛 | 100  | 362  | 100  | 5      | 40   | 3    | 43     | 54   | 131    | 15     | 0.276  |
| 2006年   | 興農牛 | 100  | 367  | 125  | 4      | 52   | 2    | 42     | 33   | 158    | 16     | 0.341  |
| 2007年   | 興農牛 | 34   | 93   | 23   | 1      | 11   | 1    | 5      | 6    | 31     | 3      | 0.247  |
| 2008年   | 興農牛 | 74   | 228  | 61   | 3      | 25   | 0    | 29     | 25   | 82     | 1      | 0.268  |
| 生涯累計 | 16年   | 1423 | 5306 | 1582 | 105    | 650  | 159  | 697    | 610  | 2224   | 123    | 0.298  |

## 國際賽表現
曾代表台灣多次參加國際賽，並榮獲1992年巴塞隆納奧運銀牌。

1989年第十五屆亞洲棒球錦標賽，榮獲最佳守備金手套獎

1999年第二十屆亞洲棒球錦標賽，榮獲明星隊最佳二壘手

### 個人獎項
- 打擊王： 2000年（0.354）
- 打點王： 2000年（51）
- 安打王： 2000年（115）、2002年（107）
- 最佳九人獎： 1993年、1996年、1997年、1998年、1999年（二壘手）
- 最佳十人獎： 2000年、2001年、2002年、2004年（二壘手）
- 金手套獎： 1993年、1997年、1998年（二壘手）
- 年度總冠軍：2004年、2005年

## 外部連結
- 黃忠義在台灣棒球維基館上的頁面（繁體中文）
- 黃忠義在中華職棒官網
- 黃忠義在Baseball-Reference.com（小聯盟以及海外聯盟）（英语）
- 黃忠義在Olympedia（英语）

| 體育角色           | 體育角色                                    | 體育角色      |
| ------------------ | ------------------------------------------- | ------------- |
| 中華職業棒球大聯盟 |                                             |               |
| 前任： 劉榮華      | 興農牛隊總教練 2006年10月29日－2007年9月1日 | 繼任： 胡長豪 |